# Liste der Kulturdenkmäler in Sülm
In der Liste der Kulturdenkmäler in Sülm sind alle Kulturdenkmäler der rheinland-pfälzischen Ortsgemeinde Sülm aufgeführt. Grundlage ist die Denkmalliste des Landes Rheinland-Pfalz (Stand: 27. Juni 2022).

## Denkmalzonen
| Bezeichnung                  | Lage                               | Baujahr         | Beschreibung | Bild |
| ---------------------------- | ---------------------------------- | --------------- | --- | ---- |
| Denkmalzone Looskyller Mühle | östlich des Ortes an der Kyll Lage | 19. Jahrhundert | Bautengruppe bestehend aus Wohnhaus, ehemaliger Mühle, Stall und Scheune, ehemaliger Schmiede mit Backhaus, Friedhof mit Kapelle, 1469 erstmals in kurtrierischen Besitz erwähnt, die vorhandene Bausubstanz im Wesentlichen aus dem 19. Jahrhundert | BW   |

## Einzeldenkmäler
| Bezeichnung                       | Lage                                                          | Baujahr                            | Beschreibung | Bild                           |
| --------------------------------- | ------------------------------------------------------------- | ---------------------------------- | --- | ------------------------------ |
| Katholische Pfarrkirche St. Peter | Denkmalstraße 20 Lage                                         | 1826                               | fünfachsiger Saalbau, 1826; mit Ausstattung; an der Nordwand außen drei spätgotische Gewölbeschlusssteine mit Wappen; in der Friedhofskapelle: Altarretabel, bezeichnet 1826; Kirchhof mit Kalkstein-Umfassungsmauer, darin sechs Grabkreuze; Grabsteine aus dem späten 19. Jahrhundert; fünf Kreuzwegstationen, 1711, mit Steingutplatten, 1881 von Firma Plein-Wagner, Speicher; Grabplatte eines Müllers, 1615; historistisches Priester-Grabkreuz | weitere Bilder Fotos hochladen |
| Hofanlage                         | Hauptstraße 4 Lage                                            | Mitte des 19. Jahrhunderts         | dreiachsiges Wohnhaus, Mitte des 19. Jahrhunderts, Wirtschaftsgebäude jünger | BW                             |
| Katholisches Pfarrhaus            | Hauptstraße 11 Lage                                           | 1740                               | Putzbau, bezeichnet 1740, rückwärtig dreiachsiges Wohnhaus, fortgeschrittenes 18. Jahrhundert | BW                             |
| Geschäftshaus                     | Hauptstraße 13 Lage                                           | 1901                               | ehemaliges Kaufhaus; gründerzeitlicher Krüppelwalmdachbau, bezeichnet 1901 | BW                             |
| Portal                            | Hauptstraße, an Nr. 17 Lage                                   | 1761                               | Portal, bezeichnet 1761 | BW                             |
| Portal                            | Hauptstraße, an Nr. 21 Lage                                   | zweite Hälfte des 18. Jahrhunderts | Portal, Gewände aus der zweiten Hälfte des 18. Jahrhunderts, Türblatt aus der Mitte des 19. Jahrhunderts | BW                             |
| Hofanlage                         | Hauptstraße 27 Lage                                           | 1773                               | stattliches Wohnhaus mit Kniestock, bezeichnet 1773, Scheune | BW                             |
| Waschplatz                        | Idenheimer Straße Lage                                        |                                    | ehemaliger Waschplatz; Kalksteinstützmauern, Sandsteintröge | BW                             |
| Portal                            | Idenheimer Straße, an Nr. 10 Lage                             | 1753                               | ehemaliges Portal, ehemalige Türgewände, bezeichnet 1753 | BW                             |
| Portal                            | Idenheimer Straße, an Nr. 18 Lage                             | 1753                               | Portal, bezeichnet 1753 | BW                             |
| Portal                            | Im Gäßchen, an Nr. 4 Lage                                     | 1834                               | Portal, bezeichnet 1834 | BW                             |
| Hofanlage                         | Pferdemarkt 2 Lage                                            | 1858                               | landschaftstypisches Bauernhaus, bezeichnet 1858, im Wirtschaftsgebäude Spolie, bezeichnet 1802 | BW                             |
| Hofanlage                         | Pferdemarkt 5 Lage                                            | 1851                               | Streckhof, bezeichnet 1851 | BW                             |
| Michelskreuz                      | nordöstlich des Ortes am Waldrand Lage                        | 1719                               | Schaftkreuz, Rotsandstein, bezeichnet 1719 | BW                             |
| Wegekreuz                         | nordöstlich des Ortes an der K 33 Lage                        | zweite Hälfte des 19. Jahrhunderts | fünfteiliges Schaftkreuz, zweite Hälfte des 19. Jahrhunderts | BW                             |
| Friedhofskreuz                    | nordwestlich des Ortes an der K 34 Lage                       | 17. Jahrhundert                    | ehemaliges Friedhofskreuz; Sockel, 17. Jahrhundert, historistisches Kreuz | BW                             |
| Denkmalanlage                     | östlich des Ortes beim Nordportal des Looskyller Tunnels Lage | um 1935                            | Denkmalanlage; Bossenmauer, Schrifttafel, um 1935 | BW                             |
| Nordportal des Looskyller Tunnels | östlich des Ortes Lage                                        | um 1870                            | Nordportal des Looskyller Tunnels bei Streckenkilometer 143, mit Zinnenkranz, um 1870; Teil der bis 1871 von der Rheinischen Eisenbahn-Gesellschaft erbauten Eifelbahn | BW                             |
| Südportal des Looskyller Tunnels  | östlich des Ortes Lage                                        | um 1870                            | Südportal des Looskyller Tunnels bei Streckenkilometer 143, mit Zinnenkranz, um 1870; Teil der bis 1871 von der Rheinischen Eisenbahn-Gesellschaft erbauten Eifelbahn | BW                             |
| Wegekreuz                         | südwestlich des Ortes Lage                                    | 17. Jahrhundert                    | Wegekreuzfragment; Schaft mit Rückwand einer Nische, wohl aus dem 17. Jahrhundert | BW                             |